# Maâzouz Bouadjadj
 (août 2011).
Si vous disposez d'ouvrages ou d'articles de référence ou si vous connaissez des sites web de qualité traitant du thème abordé ici, merci de compléter l'article en donnant les références utiles à sa vérifiabilité et en les liant à la section « Notes et références ».
Cet article possède un paronyme, voir Mazouz.
Maâzouz Bouadjadj (né le 16 janvier 1935 à Sidi Ali, département de Mostaganem, en Algérie) est un interprète algérien de chaâbi qui fait partie de la génération des Amar Lachab, Boudjemaâ El Ankis, Hassen Said, l'Mimi, Garami, Rachid Douki et El Hachemi Guerouabi.